# Yuan Zheng
Pour les articles homonymes, voir Zheng (homonymie).
Yuan Zheng （郑源） est une pongiste chinoise naturalisée française née le 27 octobre 1972. 
En 1993, elle se hisse à la 10e place mondiale grâce à son quart de finale aux championnats du monde.
Championne de Chine, elle arrive en France dans le club de l'USO Mondeville TTO où elle évoluera pendant 11 ans, avant de se retirer à Poitiers.
Elle a remporté 5 titres de championne de France de Pro A avec Mondeville (2004-2006) puis avec Évreux Étudiant Cercle (2009-2010).